# Mega Lo Mania
Mega Lo Mania è un videogioco strategico in tempo reale sviluppato dalla Sensible Software e pubblicato dalla Virgin Interactive nel 1991.
Il giocatore veste i panni di un dio che deve guidare i suoi sudditi al predominio globale. Il gioco è suddiviso in 28 isole, le isole sono divise per epoche, che vanno dall'età della pietra fino a quella informatica. È uscito su varie piattaforme, ed è stato pubblicato come Tyrants: Fight Through Time in Nord America e Mega-Lo-Mania: Jikū Daisenryaku (メガロマニア時空大戦略?) in Giappone.

## Modalità di gioco
Precedendo Dune II di un anno, il gioco consente di prendere il comando di uno dei quattro déi presenti nel gioco: Scarlet (rosso), Caesar (verde), Oberon (giallo) e Madcap (blu). Non vi sono differenze tra di loro tranne il colore e il comportamento IA. Ogni livello è ambientato in un'isola, divisa tra i due e i sedici settori, e l'obiettivo e sconfiggere un massimo di tre avversari conquistando così l'isola.
Prima che inizi un livello, il giocatore decide quale settore ospiterà la sua prima torre, e quanti uomini dispiegare. Gli uomini possono eseguire vari compiti come progettare armi e scudi, estrarre elementi, costruire edifici, creare armi e formare un esercito. Il numero di uomini assegnati a un singolo compito determinerà quanto esso sarà rapido o efficace. Gli uomini lasciati inattivi procreeranno e incrementeranno gradualmente in numero. All'inizio di ogni livello, sono disponibili solo uomini disarmati, e per poter ottenere delle armi più potenti, il giocatore deve assegnare uomini a ricercare tecnologie. Una volta completati abbastanza progetti, il settore avanzerà di un livello tecnologico, sbloccando nuove ricerche e strutture. È possibile usare un esercito per invadere i settori nemici, o per costruire una torre in un settore non occupato, espandendo il proprio territorio; se però la torre viene costruita, essa partirà dal livello tecnologico iniziale, rendendola anche esposta agli attacchi di giocatori più avanzati rispetto a quella torre (esiste infatti una differenza tra il livello tecnologico della torre, e quindi del territorio, e quello del giocatore). Gli scudi sono usati per riparare gli edifici danneggiati, e, insieme alle armi, necessitano di quantità sufficienti di elementi per essere accumulati. Armi e scudi avanzati vanno prodotti in una fabbrica prima dell'uso. Costruire una miniera consente l'accesso a nuovi elementi, mentre i laboratori migliorano i compiti di progettazione. Se una torre viene distrutta, il suo possessore perde il controllo del territorio, e quando tutte le sue torri vengono distrutte, viene eliminato dal gioco in quanto non controlla più alcun settore. Il giocatore ha anche l'opzione di allearsi con un avversario se ve ne sono tre o quattro in una mappa (cosa impossibile se ne rimane uno solo); i giocatori alleati stringeranno anche un trattato di non aggressione, ma non potranno espandere il loro territorio.
Il gioco presenta un totale di ventotto isole, nominate in ordine alfabetico (tranne le prime due) e raggruppate in dieci epoche (che vanno dal 9500 a.C. al 2001 a.C.), ognuna delle quali consiste in tre isole. Conquistando le tre isole permetterà al giocatore di procedere all'epoca successiva. Ad ogni epoca, il giocatore riceve 100 uomini, e ogni uomo non usato viene conservato per l'epoca successiva; l'unica eccezione è la decima epoca, che contiene una sola isola e non concede uomini extra al giocatore.